# 艾米莉·貝克
艾米莉·貝克（Emily Baker；1994年2月10日—），紐西蘭超級名模。她是高級時裝品牌：Gucci、Tommy Hilfiger及Dsquared2的代言人。艾米莉上過British Vogue及V等雜誌內頁，也有參與Chanel、Prada、Yves Saint Laurent等著名時裝及奢侈品的時裝展。艾米莉現在在Models.com的Top 50 Women中排37名。